# Cubyn
Cubyn est une société privée de logistique à destination des entreprises spécialisées dans le commerce en ligne. Localisée à Paris, la société vend des services d'externalisation logistique incluant le stockage, la préparation de commandes, l'emballage, l'expédition ainsi que le suivi des colis et la gestion des litiges,,. Cubyn s'adresse principalement aux e-commerçants qui n'ont pas la taille critique pour accéder directement à une solution d'un prestataire logistique.

## Histoire
Cubyn est fondée en 2014 par Adrien Fernandez Baca (directeur général) et Mathieu Lemaire (directeur de la technologie). En 2016, l'entreprise réalise une première levée de 1 200 000 $ de capital d'amorçage,.
À l’origine, l'entreprise proposait un service de collecte, d'emballage et d'expédition à destination des e-commerçants de la région Île-de-France adossé à un système d’intégration aux plateformes de vente en ligne comme Magento, Shopify, WooCommerce et PrestaShop permettant à Cubyn de récupérer automatiquement les informations de livraison,. 
Durant le mois de juin 2015, Cubyn remporte le prix de la meilleure start-up française dans le cadre du « Digital French Tour ». En 2017, Cubyn lève 7 000 000 $ dans le cadre d'un tour de financement de série A puis 13 500 000 $ supplémentaires dans le cadre d'un tour de série B mené par DN Capital en deux ans après et auquel ont participé 360 Capital Partners comme BNP Paribas Développement, Partech Ventures et Bpifrance,,.  
Début 2019, la société lance Cubyn Fulfillment, un service permettant aux e-commerçants de stocker leurs marchandises dans l'entrepôt de Cubyn afin de rationaliser davantage le processus d'exécution des commandes,. Les marchands connectent leurs canaux de vente (site de vente en ligne, places de marché, etc.) aux systèmes de Cubyn et envoient une quantité appropriée de marchandises à l'entrepôt de la société, où l'emballage et l'expédition de chaque commande est traitée par Cubyn. Les e-commerçants peuvent suivre les commandes et contrôler le processus à l'aide d'une interface virtuelle,,.
Le lancement de cette nouvelle offre est possible grâce à une levée de fonds de 12 000 000 € annoncée le 3 juillet 2019.
En mai 2020, Cubyn fait appel à Fleet pour la gestion de sa flotte informatique.
Le 19 mars 2021, Cubyn annonce une nouvelle levée de fonds de 35 000 000 € afin d'offrir ses services à l'international : Espagne et Portugal à partir d'avril 2021, puis en Italie, au Royaume-Uni et en Allemagne.[réf. nécessaire]
En avril 2022, Cubyn lance son offre Cubyn Plus, afin de rendre les livraisons e-commerce plus économique et écologique. Deux mois plus tard, Edouard Chabrol est nommé nouveau CEO de Cubyn, en remplacement d'Adrien Fernandez Bacca.
Le 22 juillet 2024, la société est placée en redressement judiciaire.
Le 27 septembre 2024, la société dépose le bilan.